# كأس تونس 1961–62
كأس تونس لكرة القدم 1961-1962 هو الموسم رقم 7 منذ الاستقلال وال32 منذ إنشائه من كأس تونس لكرة القدم.

فاز بهذا الموسم الملعب التونسي، وجاء ثانيا الملعب السوسي.

## روابط خارجية
- الموقع الرسمي للجامعة التونسية لكرة القدم.